# 奧古斯特·希爾紹爾
安德烈·奧古斯特·愛德華·希爾紹爾（法語：André Auguste Édouard Hirschauer；1857年6月16日—1943年12月27日），是一位法國陸軍將領，在第一次世界大戰中期西線戰場擔任要職，對法軍航空事業做出突出貢獻。